# 横須賀インターチェンジ (神奈川県)
横須賀インターチェンジ（よこすかインターチェンジ）は、神奈川県横須賀市山中町にある横浜横須賀道路本線のインターチェンジである。
神奈川県道28号本町山中線（自動車専用道路）とのジャンクションの機能を兼ねており、同道路を利用して横須賀市本町・横須賀港方面に、神奈川県道27号横須賀葉山線を経由して衣笠駅、湘南国際村方面に抜けられる。

## 道路
- E16 横浜横須賀道路(7番)
- 神奈川県道28号本町山中線（旧・本町山中有料道路）
- 神奈川県道27号横須賀葉山線（市道経由）
- 横須賀市道/都市計画道路久里浜田浦線

「横須賀IC入口」交差点より田浦方面への開通の見込みはないが、2017年9月に阿部倉 - 衣笠間が開通し、衣笠IC・久里浜港へ通行可能となった。

## 歴史
- 1984年（昭和59年）4月27日 : 逗子IC-衣笠IC間開通に伴い開設。

## 周辺
- 湘南国際村
- 葉山国際カンツリー倶楽部
- 県立塚山公園
- 横須賀市立池上小学校
- 横須賀市立池上中学校

## 隣
E16 横浜横須賀道路
(6)逗子IC - (7)横須賀IC - 横須賀PA/SIC(SICは事業中) - (8)衣笠IC